# David Edelstein
David Edelstein (11 marzo 1959) è un critico cinematografico, giornalista e scrittore statunitense, capo-redattore del settore cinema del New York e del CBS Sunday Morning.

## Biografia
Edelstein divenne giornalista dopo aver frequentato l'Università di Harvard nel 1981. Spesso associato al suo collega e amico Pauline Kael, è noto per aver concepito nel 2005 il termine torture porn per descrivere il sottogenere del cinema dell'orrore legato allo splatter e caratterizzato dalla presenza di mutilazioni, nudità, sadismo e tortura; il primo film ad essere associato a questo termine fu Hostel, uscito proprio nel 2005, seguito da Saw.
Edelsein ha lavorato come critico cinematografico per Slate dal 1996 al 2005, per National Public Radio dal 2002 al 2018, per New York Post, per The Village Voice e per The Boston Phoenix. Ha inoltre collaborato, tra gli altri, con New York Times, Rolling Stone, Vanity Fair, The New York Times Magazine, Variety ed Esquire. È inoltre membro della New York Film Critics Circle e della National Society of Film Critics.
Ha scritto inoltre, insieme alla produttrice cinematografica Christine Vachon, Shooting to Kill con la Avon Books nel 1998; Edelstein è autora anche di due commedie teatrali, Feed the Monkey del 1993 e Blaming Mom del 1994.